# Свердлов Борух Герцевич
Борух Герцевич Свердлов (12 червня 1914, Катеринослав — 20 листопада 1972, Дніпропетровськ) — український радянський графік; член Спілки радянських художників України.

## Біографія
Народився 12 червня 1914 року в місті Катеринослав (нині Дніпро, Україна). Брав участь у німецько-радянській війні. Нагороджений орденом Червоної Зірки. Член ВКП(б) з 1945 року. 1949 року закінчив Харківський художній інститут, де навчався у Григорія Бондаренка, Йосипа Дайца, Василя Мироненка. З того ж року викладав у Дніпропетровському художньому училищі.
Мешкав у Дніпропетровську в будинку на вулиці Пушкіна, № 61, квартира № 3. Помер у Дніпропетровську 20 листопада 1972 року.

## Творчість
Працював у галузях станкової і книжкової графіки. Серед робіт:
- «Учасник повстання на броненосці «Потьомкін» І. Кульшин» (1951);
- «Майстер мартенівського цеху заводу імені Петровського Б. Ф. Орлов» (1957);
- «У порту на Азовському морі» (1961);
- «Між боями» (1965).

Автор ілюстрацій до книги «Дні і ночі» Костянтина Симонова (1949).
Брав участь у республіканських виставках з 1949 року.